# Báo khổ nhỏ
Báo khổ nhỏ (tiếng Anh: tabloid) là một loại báo có khổ giấy in nhỏ hơn so với loại báo xuất bản hàng ngày mặc dù không có tiêu chuẩn rõ rệt nào về khổ nhỏ. Thuật ngữ báo chí khổ nhỏ (tabloid journalism) thường thường được dùng để chỉ đến những tờ báo khổ nhỏ có xu hướng khai thác các đề tài như các câu chuyện tội phạm, chiêm tinh, và lời đồn thổi có liên quan đến những người nổi tiếng gây chấn động mặc dù cũng có một số tờ báo đáng nể như The Times cũng mang khổ nhỏ. Tại Anh quốc, khổ nhỏ được gần như tất cả các tờ báo địa phương sử dụng. Tại Hoa Kỳ, đây là khổ giấy được nhiều tờ báo luân phiên sử dụng để phát hành. Từ tiếng Anh tabloid, đã trở nên đồng nghĩa với các tờ báo kém chất lượng tại một số khu vực, vì vậy một số người Việt hiểu nhầm tabloid đồng nghĩa với từ báo lá cải trong tiếng Việt. Không phải tờ báo khổ nhỏ nào cũng là báo lá cải, từ tiếng Anh có ý nghĩa tương đương với báo lá cải của tiếng Việt là rag, rag newspaper (nghĩa mặt chữ là "tờ báo giẻ rách"). Một số tờ báo khổ nhỏ nhưng có tiêu chuẩn chất lượng cao như tự tuyên bố thì thường hay tự mình gọi là compact newspaper.

## Báo lá cải và báo khổ nhỏ
Tại Việt Nam một số người hiểu nhầm từ tiếng Anh tabloid đồng nghĩa với từ báo lá cải trong tiếng Việt. Danh từ báo lá cải trong tiếng Việt có từ thời Pháp thuộc, dịch sát nghĩa từ tiếng Pháp feuille de chou. "Feuille de chou" có nghĩa đen là "lá cải", nghĩa bóng là chỉ những tờ báo viết nhảm nhí, ít giá trị. Không phải tờ báo nào được gọi là "tabloid" cũng là báo lá cải. Từ tiếng Anh có ý nghĩa tương đương với "báo lá cải" của tiếng Việt và "feuille de chou" của tiếng Pháp là "rag", "rag newspaper" (nghĩa mặt chữ là "tờ báo giẻ rách").

## Lịch sử
Từ tiếng Anh "tabloid" là cái tên mà công ty dược phẩm có trụ sở tại London, Burroughs Wellcome & Co đặt để gọi loại thuốc viên được ép nhỏ mà họ đưa ra thị trường với tên gọi là những viên thuốc "Tabloid" vào cuối thập niên 1880. Trước khi thuốc viên được ép nhỏ, người bệnh thường phải uống một lượng thuốc bột nhiều hơn. Mặc dù Burroughs Wellcome & Co. không phải là công ty đầu tiên tìm ra kỹ thuật ép nhỏ các viên thuốc lại nhưng họ là công ty thành công nhất khi giới thiệu loại thuốc như thế và vì thế thuật từ 'tabloid' trở nên phổ biến hơn trong văn hóa đại chúng. Nghĩa rộng của thuật từ tabloid chẳng bao lâu sau đó được dùng để chỉ các thứ khác có khổ nhỏ cũng như cho loại báo chí "ép nhỏ" mà cô động các câu chuyện trong một khổ nhỏ đơn giản hơn. Tên gọi "báo chí khổ nhỏ" (1901) đã xuất hiện trước khi có các tờ báo khổ nhỏ mà chứa đựng nội dung khổ nhỏ ra đời (1918).

## Khổ báo
Một tờ báo khổ nhỏ được định nghĩa là có khổ khoảng chừng 17 X 11 inch (432 X 279 mm) và thường chỉ bằng phân nửa nhật báo khổ rộng; người ta có thể bị nhầm lẫn vì "nhiều nhật báo khổ rộng có kích thước khoảng chừng 29,5 X 23,5 inch (749 X 597 mm)" như thế kích thước phân nửa của chúng sẽ là khoảng chừng 15 × 12 in (381 × 305 mm), chớ không phải là 17 × 11 in (432 × 279 mm).
Dạng báo khổ nhỏ đặc biệt rất phổ biến tại Vương quốc Anh với khổ giấy khoảng chừng 430 × 280 mm (16.9 in × 11.0 in).
Những tờ báo khổ lớn hơn, xưa nay có tiếng về chất lượng báo chí cao, thì thường được gọi theo tiếng Anh là "broadsheet" (khổ lớn). Thuật từ này vẫn luôn được dùng để gọi chúng cho dù các tờ báo đó sau này quay sang in ấn trên khổ giấy nhỏ hơn như nhiều tờ báo đã làm vậy trong những năm qua. Như thế thuật từ "khổ nhỏ" (tabloid) và báo khổ lớn (broadsheet) được dùng ngày nay có ý nghĩa diễn tả vị trí trên thị trường của tờ báo hơn là khổ in thật sự của tờ báo.
Khổ "Berliner" được nhiều tờ báo nổi tiếng của châu Âu sử dụng có kích thước nằm giữa khổ nhỏ và báo khổ rộng. Theo văn mạch báo chí, thuật từ Berliner thường được dùng để diễn tả khổ báo, chớ không phải để chỉ chất lượng của tờ báo.

## Loại
Báo khổ nhỏ, đặc biệt là tại Vương quốc Anh, có một mức độ đa dạng rất cao vì có nhiều yếu tố được quan tâm khai thác như thị trường nhắm tới, liên kết chính trị, thể thức biên tập, và số phát hành. Như thế, nhiều thuật từ khác nhau đã được tạo ra để diễn tả tiểu thể loại cho các dạng báo khổ nhỏ khác nhau. Tổng thể có hai loại báo khổ nhỏ chính yếu, đó là red top và compact. Sự khác biệt phần lớn giữa hai loại này là thể thức biên tập; cả hai loại đều khai thác chiều rộng phổ lăng kính chính trị từ chủ nghĩa xã hội đến chủ nghĩa bảo thủ tư bản. Báo khổ nhỏ "Red top" có cái tên như thế là vì phần liệt kê chi tiết thông tin của tờ báo được in bằng mực đỏ, rất phổ biến tại Vương quốc Anh và các quốc gia trong khối Thịnh vượng chung Anh. Thuật từ compact là thuật từ nhằm tránh bị gọi là khổ nhỏ như dạng "red top" và đồng nghĩa với cái gọi là báo chí khổ nhỏ".

## Chỉ trích
Báo khổ nhỏ thường hay bị chỉ trích vì tính chất ưa tạo nên chấn động, tin giật gân nhưng lại thiếu tính chất báo chí đúng nghĩa. Một số người chỉ trích còn đi quá xa khi đề nghị tước quyền công dân của những người đọc báo khổ nhỏ.